# Lottie Lyell
Lottie Lyell (nacida Charlotte Edith Cox, 23 de febrero de 1890 - 21 de diciembre de 1925) fue una actriz, guionista, editora y cineasta australiana. Se la considera la primera estrella de cine de Australia, y también contribuyó a la industria local durante la era del cine mudo a través de sus colaboraciones con el director y escritor Raymond Longford.
Nació en Balmain, un suburbio de Sídney, Nueva Gales del Sur en 1890. En 1912, Lyell había iniciado una relación sentimental con Longford. La pareja vivió junta en Brisbane y formó una de las asociaciones más productivas e influyentes en la historia del cine australiano. Aunque Longford estaba separado, su esposa católica no quiso divorciarse de él y nunca pudo casarse con Lyell. Lyell enfermó de tuberculosis y murió en su casa de Roseville, North Sydney, el 21 de diciembre de 1925. Longford murió en 1959 y está enterrado junto a Lyell en el cementerio y crematorio de Macquarie Park.

## Carrera
Charlotte Cox comenzó su carrera como actriz a la edad de 17 años. Adoptó el nombre artístico de Lottie Lyell y en 1910, a los 20 años, tuvo su gran éxito en el teatro cuando actuó como Maggie Brown en An Englishman's Home. La compañía de teatro itinerante llevó a Lyell de gira para el espectáculo y ella actuó por toda Australia, incluida Tasmania y Nueva Zelanda. Después de visitar 85 pueblos, la gira terminó cuando una inundación retrasó la producción en Murtoa, Victoria. Los éxitos teatrales posteriores de Lyell continuaron cuando se unió a la Compañía Clark y Meynell.

## Raymond Longford
Al año siguiente, Lyell cambió el teatro en vivo por un medio nuevo y moderno: el cine. Debutó en Captain Midnight, The Buah King, de Alfred Rolfe.[cita requerida] y a finales de 1911 su papel principal en The Romantic Story of Margaret Catchpole (1911) de Raymond Longford la transformó en la primera estrella de cine internacional de Australia. La revista británica Punch escribió sobre la película: "Esta gran película es la mejor que se ha hecho en Australia".
Lyell y Longford formaron una de las asociaciones más influyentes y pioneras en la historia del cine australiano. En 1913, Lyell protagonizó Neath Austral Skies' como Eileen Delmont. En este papel, realizó sus propias acrobacias, como montar a caballo con un cuchillo entre los dientes y lanzarse al mar. Otra película de Longford/Lyell, Australia Calls, de 1913, contenía algunos efectos especiales, como aviones de cartón volando por cables, destruyendo algunos monumentos de Sídney.
Aunque Longford se ofreció a filmar los frentes de batalla durante la Gran Guerra desde 1914 hasta 1918, el gobierno australiano rechazó su oferta. Longford y Lyell nunca harían un largometraje relacionado con la guerra durante la Primera Guerra Mundial.

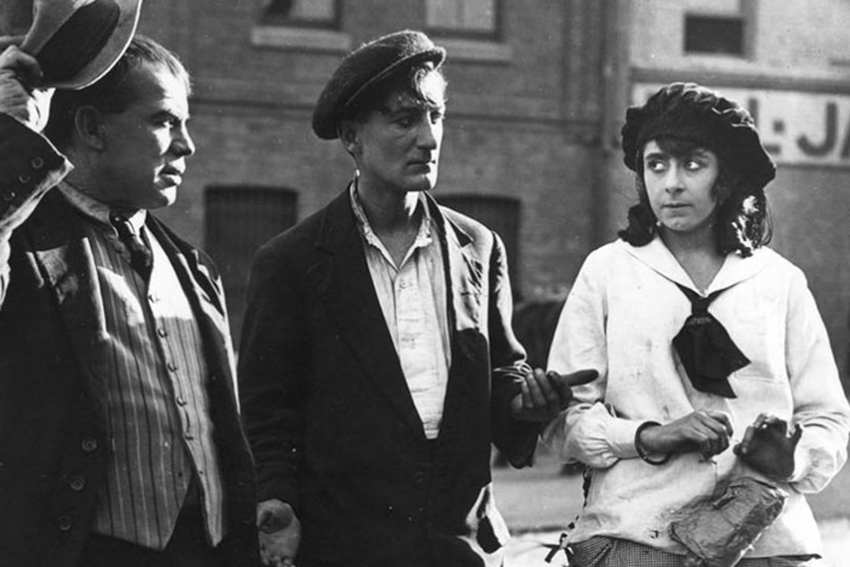
Arthur Tauchert, Gilbert Emery y Lyell durante el rodaje de The Sentimental Bloke

En 1919, Lyell interpretó a Doreen en The Sentimental Bloke, que ahora se considera la pieza emblemática de las colaboraciones Longford/Lyell. Se cree que Lyell también contribuyó al guion, la dirección artística, la edición y la producción. En 1921, Lyell escribió, editó y codirigió The Blue Mountains Mystery, que recibió gran éxito de crítica. Longford y Lyell formaron Longford-Lyell Australian Motion Picture Productions en 1922. Lyell también volvió a actuar en 1922 con Rudd's New Selection. 
Estuvo activa hasta su muerte en 1925, y dos de sus guiones, Peter Vernon's Silence y The Pioneers, se convirtieron en películas el año siguiente.

## Últimos años
A principios de la década de 1920, la salud de Lyell empeoró. La hermana de Lyell, Lynda Cox, murió en septiembre de 1925 en su residencia, "Nurang", en Lord Street, Roseville.
Lottie Lyell murió de tuberculosis el 21 de diciembre del mismo año en la misma casa. Fue enterrada en el cementerio y crematorio de Macquarie Park. A ambas hermanas les sobrevivió su madre, pero no su padre Joseph.
Raymond Longford murió el 2 de abril de 1959 y fue enterrado junto a ella.
Lyell fue incluida póstumamente en el Cuadro de Honor de Mujeres de Victoria en 2001.

## Filmografía

### Actriz
- Captain Midnight, the Bush King (1911)
- Captain Starlight, or Gentleman of the Road (1911)
- The Fatal Wedding como Mabel Wilson (1911)
- The Life of Rufus Dawes (1911)
- The Romantic Story of Margaret Catchpole como Margaret Catchpole (1911)
- The Tide of Death como Sylvia Grey (1912)
- The Midnight Wedding como Princesa Astrea (1912)
- Australia Calls como Beatrice Evans (1913)
- Pommy Arrives in Australia o Pommy, the Funny Little New Chum (en Australia) (1913)
- 'Neath Austral Skies como Eileen Delmont (1913)
- Trooper Campbell (1914) – cortometraje
- The Swagman's Story (1914) – cortometraje
- Taking his Chance (1914) – cortometraje
- The Silence of Dean Maitland como Marion, la hermana de Henry (1914)
- We'll Take her Children in amongst our own (1915)
- A Maori Maid's Love (1916)
- The Mutiny of the Bounty como Nessy Heywood (1916)
- The Church and the Woman como Eileen Shannon (1917)
- The Woman Suffers como Marjory Manton (1918)
- The Sentimental Bloke como Doreen (1919)
- Ginger Mick repitiendo su papel como Doreen (1920)
- Rzudd's New Selection como Nell Garvin (1921)
- The Dinkum Bloke repitiendo su papel como Nell Garvin (1923)
- An Australian by Marriage (1923)

### Guionista
- Australia Calls (1913)
- The Mutiny of the Bounty (1916)
- The Sentimental Bloke (1919)
- On Our Selection (1920)
- Ginger Mick (1920)
- Rudd's New Selection (1921)
- The Blue Mountains Mystery (1921)
- The Dinkum Bloke (1923)
- Australia Calls (1923)
- The Bushwhackers (1925)
- The Pioneers (1926)
- Sons of Australia, proyectada como Peter Vernon's Silence (1926)

### Editora
- The Mutiny of the Bounty (1916)
- The Sentimental Bloke (1919)

### Productora
- The Dinkum Bloke (1923)

### Asistente de dirección
- The Dinkum Bloke (1923)

### Directora
- The Blue Mountains Mystery (1921)

## Créditos de teatro
- The Land of Gold de George Darrell (1907)[8]
- vodevil (1908)[9]
- Compañía de giras Geach (1909)[10]
- An Englishman's Home (1909)[11]
- The Midnight Wedding (1910) – gira[12]
- Why Men Love Women, de Walter Howard (1910)[13]
- The Fatal Wedding (1910) – gira con Raymond Longford y Gilbert Emery[14]
- Her love against the world

## Recursos
- Shirley, Graham; Adams, Brian (1983). Australian Cinema: The First 80 Years. Angus & Robertson Publishers. ISBN 0-207-14581-4.